# Lourenço Marques (explorador)
Lourenço Marques fue un explorador y comerciante portugués que vivió en el África oriental y realizó exploraciones comerciales en el siglo XVI.

## Biografía
El 1544, acompañado por António Caldeira, comandó expediciones a Mozambique, exploró su costa y llegó al río Limpopo, donde estableció relaciones con los indígenas. A partir de aquí, fueron al río Umbeluzi y desde el río Maputo, bajó hasta el mar, por lo que dio su nombre a la bahía que ya había visitado previamente y que algunos han denominado «de la Buena Muerte» (da Boa Morte) y António do Campo la denominó «de la Laguna» (da Lagoa), de donde proviene el nombre inglés Delagoa Bay, actual bahía de Maputo. Los dos aventureros pensaron establecer un gran mercado para productos del interior, y allí se instalaron, dedicándose en un comienzo al comercio de marfil.
Mientras tanto João de Castro informó del descubrimiento de la bahía al rey Juan III de Portugal, y este, en 1546, envió a reconocer los ríos que en ella desembocaban y fundar una factoría fortificada a la orilla derecha del río llamado «do Espírito Santo», que después sería bastante importante. Sin embargo, Lourenço Marques se había ya instalado definitivamente y alcanzó acuerdos de paz con los indígenas, dedicándose tanto al negocio del marfil como al del cobre, según testimonio del propio João de Castro en 1545.
Dirigió las exploraciones de 1546, pues ya llevaba dos años establecido en la costa mozambiqueña, y poco a poco, la bahía y los territorios adyacentes empezaron a ser denominados «Lourenço Marques». Esta toponimia persistió, y la ciudad que allí se levantó recibió el nombre de Lourenço Marques. Por orden del rey de Portugal, Juan III, la bahía recibió en su honor el nombre de bahía de Lourenço Marques. La pequeña fortificación construida por los portugueses en la orilla sur de la bahía también fue designada con su nombre, que perduró hasta poco después de la independencia del país africano. El 3 de febrero de 1976, el nombre oficial fue cambiado por Maputo, igual que el de la propia bahía.
Se sabe que el 11 de febrero de 1557 el explorador recibió como recompensa, el nombramiento del cargo de escribano de la factoría de Cochín (India). De António Caldeira no se supo nada más.